# 北又ちゅん
北又 ちゅん（きたまた ちゅん、12月30日 - ）は、日本の男性ナレーター、声優。
奈良県出身。血液型 A型。身長 179cm。体重 73kg。旧芸名は、北又チュン。
以前は、有限会社 ビー・グラッドに所属。現在は、有限会社 ワイワイワイに所属。

## 出演作品

### ナレーション

#### CM
- GAパートナーズ
- アミューズ
- au (携帯電話)
- 大阪ガス
- フルタ製菓
- 引越社
- 本格炭火焼肉 でん（ゼンショク）
- 大阪トヨタ自動車
- ヤナセ
- 中部国際空港
- オリックスドライビングスクール弁天町
- 連合大阪

他多数

#### 番組
【地上波】
- 今ちゃんの「実は…」（2008年4月9日〜、ABCテレビ）
- R-1ぐらんぷり（2002年10月14日〜、関西テレビ放送）
- 吉本芸人100人祭り!笑って忘れて スタジオにこれ以上入りませんSP（2011年、関西テレビ放送）
- SHINPUU 銀シャリ×藤崎マーケットの◎本の矢（2011年10月6日〜12月22日、関西テレビ放送）
  - カキューン!! 2ndシリーズ　銀シャリ×藤崎マーケットの◎本の矢 レギュラー直前SP（2011年9月29日）
- 上方漫才大賞（関西テレビ放送）
- 教えて!みんなのギモン（関西テレビ放送）
- 漫才マン（関西テレビ放送）
- 奇跡のムチャぶり大作戦 ムチャレンジ（関西テレビ放送）
- 千鳥・友近のR-1ぐらんぷり応援宣言 小料理屋おひとり様（関西テレビ放送）
- 芸恋リアル（2006年4月17日〜2007年7月23日、讀賣テレビ放送）
- monoモノ倶楽部コレクション（讀賣テレビ放送）
- ZAIMAN（讀賣テレビ放送）
- のんびりゆったり 路線バスの旅（2011年4月16日〜2014年3月、NHK総合テレビジョン）※近畿地方担当
- にっぽん熱中クラブ（NHK BSプレミアム）
- わがまま!気まま!旅気分（BSフジ）
- MYNAMEのWキッチン（TOKYO MX）
- パチンコファイトTV（サンテレビジョン）
- exabody レッグマジックx/レッグマジックサークル（オークローンマーケティング）

【CS】
すごかばい九州(CS 釣りビジョン)
他多数

#### ビデオパッケージ
- リブロック（ブックローン）
- ダスキン
- ダイハツ工業
- 田辺三菱製薬
- 近畿大学
- ワコール
- ローム
- NTN
- 綾羽高等学校
- 近鉄車両エンジニアリング
- 月刊オートバイ（モーターマガジン社）
- リブドゥコーポレーション
- 女性用薬用育毛剤「リリィジュ」（富士産業 (健康食品業)）

他多数

### ゲーム
2000年
- ファーランドオデッセイII 〜君に贈るセレナーデ〜（アーク、ゴルド、ディオン）

2005年
- THE RUMBLE FISH 2（ラッド［Lud］）※アーケード